# Debora Silva Maria
Debora Silva Maria es un activista de derechos humanos en Brasil, fundadora del movimiento Madres de Mayo, que denuncia e investiga casos de violencia policial en Brasil. Silva defiende la desmilitarización de la policía y está en contra de reducir la edad de responsabilidad penal.
Debora Silva Maria decidió liderar la fundación del movimiento Madres de Mayo en 2006, después de que policías asesinaron a su hijo, el barrendero Edson Rogério Silva dos Santos, de 29 años, en una estación de servicio en Santos. El asesinato tuvo lugar el 15 de mayo de 2006, en el contexto de una serie de masacres promovidas por la policía, conocidas como Crímenes de Mayo (Crimes de Maio). El movimiento de Madres de mayo surgió pues inicialmente como uno en contra de la impunidad de la policía involucrada en las masacres de mayo de 2006, pero se desenvolvió para convertirse en el movimiento familiar de víctimas de otros episodios de violencia policial en Brasil.
Debido a su trabajo en defensa de los derechos humanos, Debora Silva Maria recibió el premio "Dandara dos Palmares", en 2016, el cual es otorgado por el Consejo Municipal para la Participación y el Desarrollo de la Comunidad Negra (CMPDCN) y por la Coordinación para la Promoción de la Igualdad Racial y Étnica (Copire) del Ayuntamiento de Santos. En 2013, recibió el Premio de Derechos Humanos, en la categoría "Enfrentando la violencia". Madres de mayo recibió el Premio de Derechos Humanos Santo Dias 2011, de la Comisión de Defensa de los Derechos de la Persona Humana de la Asamblea Legislativa del Estado de São Paulo.

## Premios
- Premio Dandara de los Palmares, 2016.[9]
- Premio Derechos Humanos 2013, categoría "Enfrentamiento a la violencia".[12]